# East Stoke (Nottinghamshire)
East Stoke est un petit village et paroisse civile du Nottinghamshire situé à environ un demi-mile à l'est de la rivière Trent et à environ six miles au sud-ouest de Newark-upon-Trent. 
La population de la paroisse civile (y compris Thorpe) prise lors du recensement de 2011 était de 152. L'A46 Fosse Way a traversé East Stoke pendant de nombreuses années, coupant le village en deux avec un trafic constant, mais depuis 2012, elle a été remplacée par une nouvelle autoroute à plusieurs voies A46 qui se situe maintenant à 800 mètres à l'ouest. 
East Stoke aurait été le site de la colonie romaine d'Ad Pontem, le «lieu des ponts» - bien que cela soit contesté.

## Source
- (en) Cet article est partiellement ou en totalité issu de l’article de Wikipédia en anglais intitulé « East Stoke, Nottinghamshire » (voir la liste des auteurs).